# Reda Mansour
Reda Mansour  (en árabe: رضا منصور‎, Riḍā Manṣūr; en hebreo: רדא מנצור‎) es un poeta, historiador y diplomático israelí. Ha publicado tres obras de poesía en hebreo y ha sido galardonado con los premios Miller de la Universidad de Haifa y, la beca del Presidente del Estado para jóvenes poetas.
Mansour nació en 1965 en la ciudad drusa de Isfiya ubicada al norte de Israel. El autor es un candidato al Ph.D del Departamento de Historia del Medio Oriente en la Universidad de Haifa y es graduado en la Escuela de Gobernabilidad de la Universidad de Harvard.
Estudió el idioma español en la Universidad de Salamanca (de regreso a 1218 es la más antigua y una de las más prestigiosas de España) y cursó un semestre de estudios generales de esta lengua en la Universidad Hebrea de Jerusalén.
El área de investigación del autor se encuentra en los Cambios en la Percepción de Identidad y del Entorno Social evidente en el discurso intelectual de Siria durante la tercera década del “Movimiento Correctivo” 1988-2003

## Sus inicios
Reda Mansour estudió en Haifa entre 1977 y 1983, inicialmente en la secundaria Leo Baeck y posteriormente en la escuela técnica del Technion (Instituto de Ciencia y Tecnología de Israel). Durante este tiempo Mansour estuvo involucrado en algunas organizaciones juveniles que, mediante la motivación del respeto de las diferencias culturales, promovieron el intercambio cultural y entendimiento alrededor del mundo. Entre estas organizaciones se encuentran: CISV y BBYO – Organización Juvenil B’nai B’rith (presidente de la oficina local). En 1988 Mansour fue activista de la HABONIM DROR (en Columbia Británica, Maryland EE. UU. y Canadá).
Durante los primeros años de sus estudios universitarios en Haifa, Mansour se vinculó en una variedad de proyectos sociales, entre ellos: Perach: Coordinación de asistencia estudiantil para estudiantes de escuela primaria en dos poblados de Galilea, y Bridging the gap (Uniendo puentes): promoción de educación de calidad en comunidades minoritarias.

## Carrera literaria
El señor Mansour es el primer poeta no judío en Israel que escribe exclusivamente en lenguaje hebreo. Su cuento corto “Jumbalat en el Neguev” se hizo merecedor del premio anual de cuentos cortos otorgado por el diario Haaretz como “cuento recomendado” en esta categoría. Además una colección de sus poemas está siendo traducida al español y al portugués. En la actualidad el poeta trabaja en una obra de cuentos cortos.
Reda Mansour ha participado en festivales de lectura poética en Isfiya, Haifa, Tel Aviv, San Francisco, Nueva York, Los Ángeles, Seattle, Miami, Huston, Nuevo México, San Salvador, Quito y Lisboa.
Tiernas hojas de conciencia
Esta colección de poemas en hebreo fue escrita en distintos lugares alrededor del mundo; inició en 1998 durante los estudios del autor en KSG y culminó en Portugal cuatro años más tarde. Los poemas son dedicados a la naturaleza y su efecto en la historia y en los pueblos. La poesía combina tradiciones árabes y judías además de la historia multiétnica de la península ibérica con algunas imágenes de Literatura Moderna Americana. La obra explora la relación entre la gente y los lugares. El título del libro es el de uno de los poemas escritos durante una primavera en Cambridge y las noticias de las masacres en los Balcanes.
Publicado por la editorial Sa’ar en el 2004. Portada diseñada por el reconocido fotógrafo israelí Alex Levac.

## Otras obras del autor
- El hombre de los sueños (1987)
- De los campos de batalla a la tierra de la libertad (1991)

## Diplomacia
Durante su carrera en el Servicio Exterior, el Señor Mansour, ha servido como Embajador de Israel en Ecuador. Designado como tal a los 35 años de edad. Previo a ello, sirvió como DCM en la Embajada de Israel en Portugal y como cónsul en el Consulado de Israel en San Francisco. Reda Mansour habla cinco idiomas.
Se desempeñó como cónsul general en el Consulado Israelí en Atlanta. En enero del 2007 el Senado de Georgia emitió una resolución en la cual se honra a Mansour y a otras personas por sus esfuerzos para promover la paz y el incremento de los vínculos culturales, educativos y de negocios entre los Estados Unidos e Israel. Desde 2014 hasta 2018 fue embajador en Brasil y desde 2018 es Embajador en Panamá.

## Actividades cívicas
El Señor Mansour ha dedicado sus actividades públicas en Israel a la promoción del diálogo entre árabes y judíos. En este empeño ha servido como directivo en numerosas ONG y ha formado parte de algunos proyectos destinados a promover la coexistencia y el diálogo cultural.
Reda Mansour instó a los líderes musulmanes moderados en Europa a contratacar la posición de islamistas hostiles hacia el Estado de Israel (2005-2006). Mansour consiguió encontrar una voz silenciosa – para que se exprese y condene el terror, condene el antisemitismo y se conecte con las comunidades judías locales por el bienestar de las acciones civiles.